# Instituto Nacional de Estadísticas (Chili)

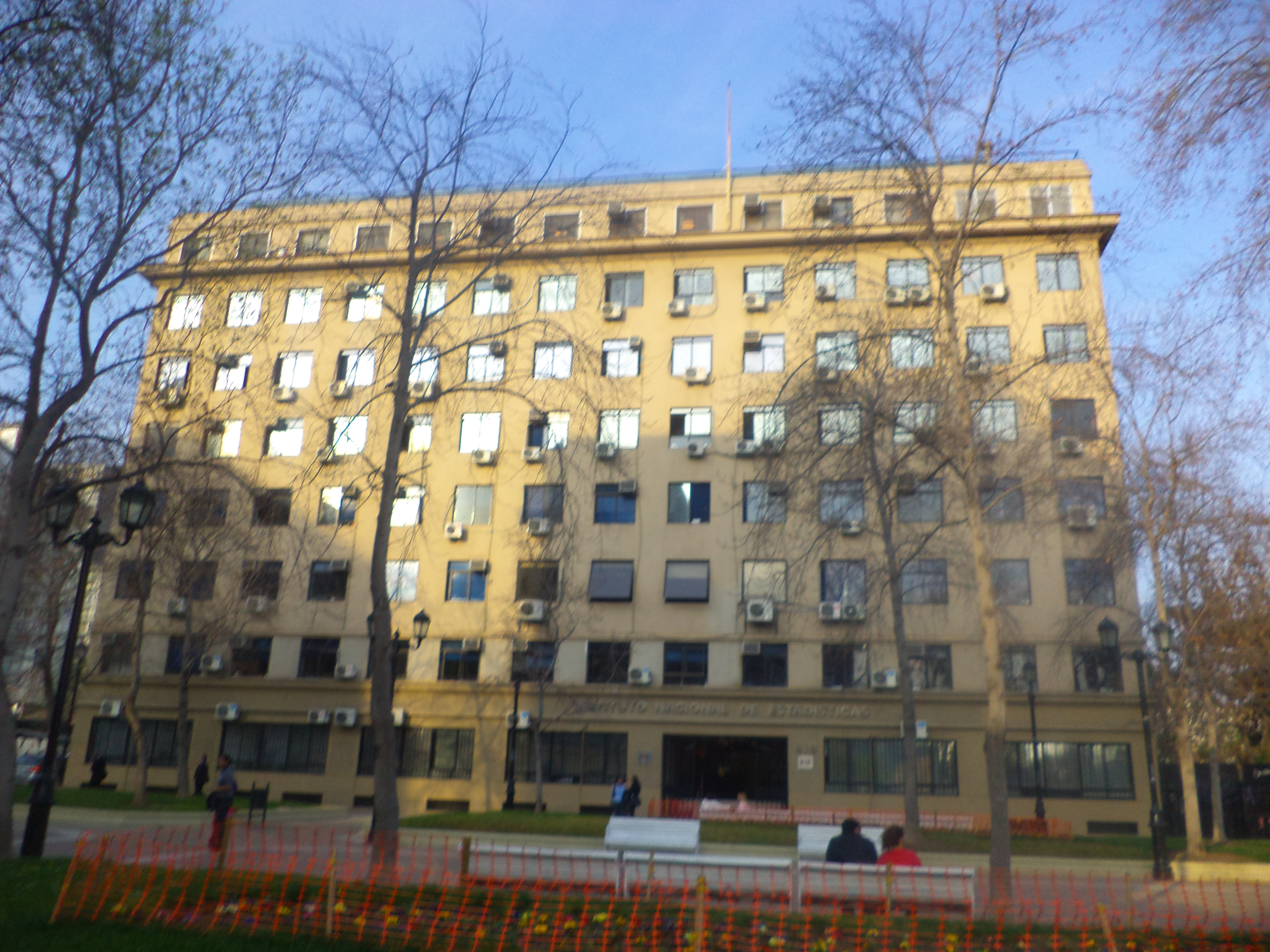
Zetel van het Instituto Nacional de Estadísticas

Het Nationaal Instituut voor Statistiek (Instituto Nacional de Estadísticas) (INE) is een Chileense technische overheidsinstelling die in 1843 werd opgericht (onder de naam "Oficina de Estadística"), met rechtspersoonlijkheid van publiek recht, functioneel gedecentraliseerd en met een eigen vermogen. Het instituut is belast met het uitvoeren van volkstellingen van zowel bevolking als huisvesting, evenals de nationale landbouw- en bosbouwtelling. Daarnaast produceert, verzamelt en publiceert het de officiële statistieken van het land, naast andere specifieke taken die de wet het toekent.
Deze taken voert het uit door het opstellen en verspreiden van betrouwbare, tijdige, toegankelijke, relevante en vergelijkbare informatie op nationaal en internationaal niveau; het instituut ressorteert onder de president van de republiek via het ministerie van Economie, Ontwikkeling en Toerisme.  Sinds 8 juli 2020 wordt de instelling geleid door Ricardo Vicuña Poblete, die heeft gefunctioneerd onder de regeringen van Sebastián Piñera en Gabriel Boric. 

## Referentielijst
1. ↑  Nuestra Institución. Default. Geraadpleegd op 4 mei 2025.
2. ↑  Marco normativo. Default. Geraadpleegd op 4 mei 2025.
3. ↑  Historia. Default. Geraadpleegd op 4 mei 2025.